# 日谷城
日谷城（ひのやじょう）は、石川県加賀市にあった日本の城（山城）。日屋城、檜屋城、檜ノ屋城などとも書かれる。
直下川と日谷川の合流点の東にある標高118mの丘陵に位置し、北西約4kmの所にある大聖寺城の支城として運用された。約10個の郭が堀や土塁などで囲まれ、主郭は一辺40m程であった。また、北側の尾根にも小郭群があったという。

## 歴史
天文年間に加賀国の一向一揆勢が築城したとされる。1555年（天文24年）の朝倉宗滴の加賀侵攻の際、大聖寺城とともに落城し朝倉氏の勢力下になった。1567年（永禄10年）に堀江景忠が一向一揆とともに朝倉義景に反乱をおこした後、足利義昭による調停の条件として同年12月15日（1568年1月24日）に大聖寺など他の4城とともに焼払われた。その後、1575年（天正3年）に織田信長が加賀に侵攻して、江沼郡・能美郡を占領した際に大正寺城とともに修復され、戸次広正、佐々長穐らが城主となっている。広正らは加賀の平定に失敗したため、後任として佐久間盛政が入った。廃城年代は不明。

## 所在地
石川県加賀市日谷町

## アクセス
- JR東海北陸本線大聖寺駅から3km